# II. Károly mecklenburg–strelitzi nagyherceg
II. Károly (Mirow, 1741. október 10. – Neustrelitz, 1816. november 6.) Mecklenburg-Strelitz hercege, 1815-től nagyhercege.

## Élete
Károly 1763-tól 1764-ig részt vett a portugál–spanyol háborúban.
1776-ben a Braunschweig-Lüneburgi Választófejedelemség regénse lett.
1787-ben Hildburghausenba költözött.
1794-ben a gyermektelen III. Adolf Frigyes nagybátyja és a gyermektelen IV. Adolf Frigyes bátyja után Károly örökölte a strelitzi trónt.
1815. június 28-án a bécsi kongresszuson Károly – a porosz király híveként – nagyhercegi címet kapott.

## Házasságai, gyermekei

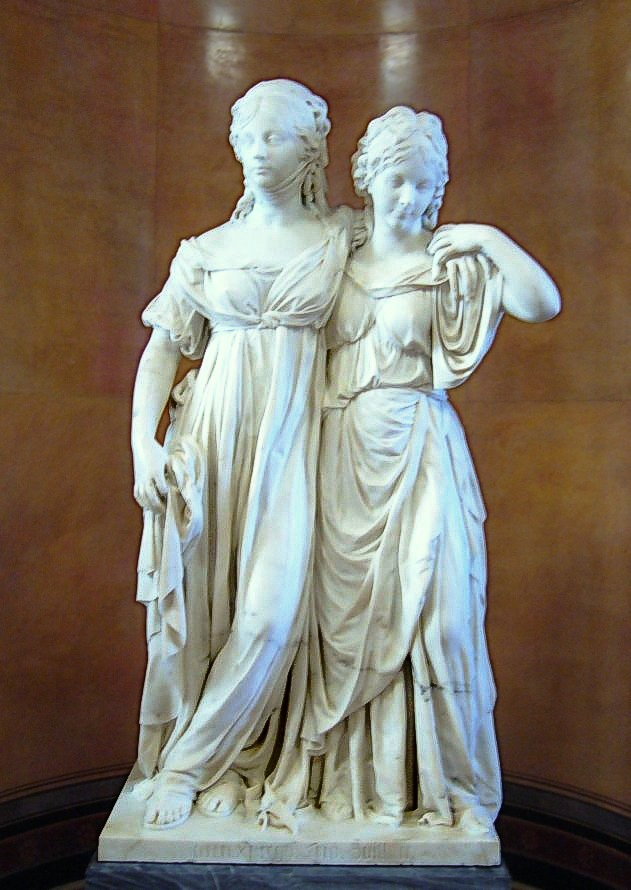
Lujza és Friderika porosz hercegnők (Schadow, Régi Nemzeti Galéria (Berlin), márvány, 1797)

Károly nagyherceg kétszer nősült. Első házasságát 1768-ban kötötte  Friderika Karolina Lujza hessen-darmstadti hercegnővel (1752–1782), György Vilmos hessen-darmstadti herceg (1722–1782) és Lujza leiningen-dagsburgi grófnő (1729–1818) leányával. E házasságból tíz gyermek született, de csak öten érték meg a felnőttkort.
- Sarolta Georgina (1769–1818), aki Frigyes szász-hildburghauseni herceg felesége lett.
- Karolina (1771–1773), kisgyermekként meghalt.
- György (1772–1773), kisgyermekként meghalt.
- Terézia (1770–1827), Thurn und Taxis hercegnéje.
- Frigyes (1774/1775–1775), kisgyermekként meghalt.
- Lujza (1776–1810), aki 1793-ban Frigyes Vilmos porosz királyi herceghez, Poroszország későbbi királyához ment férjhez.
- Friderika (1778–1841), 1815-től I. Ernő Ágost hannoveri király felesége.
- György Frigyes Károly trónörökös (1779–1860), 1816-tól mecklenburg–strelitzi nagyherceg, aki 1817-ben Hessen-Kasseli Mária tartománygrófnőt (1796–1880), II. Frigyes hessen-kasseli tartománygróf leányát vette feleségül.
- Frigyes (1781–1783), kisgyermekként meghalt.
- Augusta Albertina (*/† 1782), születésekor meghalt.

Második házasságát első feleségének elhunyta (1782) után két évvel, 1784-ben kötötte. Saját sógornőjét, elhunyt feleségének húgát, Sarolta Vilma hessen-darmstadti hercegnőt (1755–1785) vette feleségül, aki azonban már 1785. december 12-én, első gyermekének születésekor meghalt. Egyetlen fiú maradt utána:
- Károly Frigyes Ágost (Karl zu Mecklenburg, 1785–1837), később a porosz hadsereg tábornoka, nem nősült meg.

## Fordítás
- Ez a szócikk részben vagy egészben  az   II. Károly (Mecklenburg) című német Wikipédia-szócikk fordításán alapul.  Az eredeti cikk szerkesztőit annak laptörténete sorolja fel. Ez a jelzés csupán a megfogalmazás eredetét és a szerzői jogokat jelzi, nem szolgál a cikkben szereplő információk forrásmegjelöléseként.